# Glossario delle attività terapeutiche
Raccolta degli aggettivi che fanno riferimento alle risposte farmacologiche indotte da sostanze di uso terapeutico.

## A
Anabolizzante
Stimola l'anabolismo corporeo con effetti terapeutici.
Analettico
Stimolante del sistema nervoso centrale.
Analgesico
Lenisce il dolore riducendolo.
Anestetico
favorisce l'anestetizzazione del paziente
Anoressizzante
diminuisce la sensazione di fame per favorire dimagrimento
Ansiolitico
Attenua e cura stati di ansia e di angoscia agendo sul sistema nervoso centrale.
Antalgico
Analgesico
Antibiotico
Rimedio contro infezioni di origine batterica.
Antidiarroico
Elimina o attenua la diarrea.
Antielmintico
Vermicida di elminti parassiti dell'uomo.
Antiemetico
Contro nausea e vomito (emesi).
Antiflogistico
Antinfiammatorio.
Antimicrobico
agisce contro i microorganismi patogeni
Antinevralgico
Rimedio contro nevralgia.
Antineoplastico
Antitumorale.
Antinfiammatorio
Riduce lo stato di infiammazione.
Antiossidante
Riduce la quantità e previene la formazione di radicali liberi e mantiene la corretta ossidazione degli ioni metallici nel sangue.
Antipertensivo
Riduce la pressione arteriosa a valori normali.
Anticoncezionale
riferito alla pillola che previene la fecondazione.
Antipiretico
Abbassa la febbre.
Antimicotico
inibisce la crescita degli organismi fungini.
Antipsicotico
Atto al trattamento delle psicosi.
Antisettico
Impedisce o rallentare lo sviluppo dei microbi.
Antitrombotico
Previene formazione di trombi.
Antivirale
Rimedio contro infezioni di origine virale.
Astringente
Attenua le funzioni dei tessuti (secrezione, assorbimento...).
Anticonvulsivante
controlla i sintomi dell'epilessia
Antiasmatico
controlla i sintomi e le cause dell'asma
Antidepressivo
controlla e riduce i sintomi depressivi
Antispastico
agiscono sulle malattie dell'apparato gastrointestinale come la sindrome del colon irritabile.
Antiemorragico
riduce rischio di emorragie

## B
Balsamico
Fluidifica l'espettorato diluendolo, facilitandone così l'espulsione da bronchi e trachea.
Bechico
Rimedio contro i sintomi della tosse.

## C
Carminativo
Rimuove gas accumulatosi nel tratto gastrointestinale, rimedio contro coliche e meteorismo.
Catartico
Lassativo, rimedio contro la stipsi.
Cheratolitico
Desquama e scioglie lo strato corneo dell'epidermide (rimedio contro calli, verruche... a volte sinonimo di esfoliante).
Colagogo
Facilita il trasporto e l'espulsione della bile.
Coleretico
Stimola la produzione della bile.
Curaromimetico
Simula gli effetti della tubocurarina, anestetico generale.

## D
Decongestionante
Rimedio contro la congestione.
Diaforetico
Stimola diaforesi (sudorazione).
Diuretico
Stimola la diuresi.

## E
Emetico
Stimola emesi (vomito).
Emetocatartico
Stimola simultaneamente emesi ed evacuazione intestinale.
Emmenagogo
Aumenta afflusso di sangue nell'utero, favorisce le mestruazioni.
Emolliente
Ammorbidisce la pelle e le mucose.
Emostatico
Arresta un'emorragia favorendo il processo di coagulazione del sangue (aggettivo usato anche per materiale applicabile direttamente sulla ferita come garze, lacci, colle biologiche...)
Esfoliante
Provoca lo sfaldamento degli strati superficiali dell'epidermide, rimedio contro i disturbi cutanei (a volte sinonimo di cheratolitico)
Espettorante
Stimola produzione di espettorato (catarro).
Eupeptico
Stimola la secrezione di succhi gastrici, favorisce la digestione.

## I
Ipertricotico
Rimedio contro l'alopecia (calvizie), favorisce la ricrescita dei capelli e/o ne blocca la caduta.
Ipocolesterolemizzante
Riduce i livelli di colesterolo e di grassi nel sangue.
Ipoglicemizzante
Abbassa i livelli di glicemia nel sangue.
Ipnotico
favorisce sedazione e sonno.

## L
Lassativo
Rimedio contro la stitichezza.
Lenitivo
Riduce il senso di dolore.
Lipolitico
Stimola la lipolisi (intesa anche come azione dimagrante: favorisce il metabolismo lipidico).

## M
Midriatico
Stimola midriasi (dilatazione della pupilla).
Miorilassante
Agisce sulla muscolatura scheletrica riducendone il tono.
Miotico
Induce miosi (restringimento della pupilla).
Mucolitico
Fluidifica l'espettorato degradandone la componente proteica, facilitandone così l'espulsione da bronchi e trachea.

## N
Narcotico
Anestetico generale
Neurolettico
Atto al trattamento delle psicosi.

## P
Prebiotico
Nutre il microbiota umano: protezione della mucosa gastrica e intestinale da germi patogeni, rimedio contro la stipsi.
Probiotico
Indicato nelle disbiosi intestinali, ovvero contro gli squilibri della flora batterica intestinale.
Procinetico
Favorisce lo svuotamento del tratto gastrointestinale.
Profilattico
Atto alla prevenzione.
Psicotomimetico
Induce stato di estasi con effetti psicotici
Purgante
sinonimo di lassativo

## R
Rubefacente
Causa irritazione cutanea superficiale sottraendo così sangue alle infiammazioni sottostanti la zona di applicazione.

## S
Sedativo
favorisce la sedazione.
Spasmolitico
Antispastico, riduce spasmi muscolari.
Stomachico
Favorisce digestione e stimola appetito.

## T
Tannante
Restringe i pori, spesso inteso col significato di astringente (tannare significa anche conciare).